# Gino Romiti
Pour les articles homonymes, voir Romiti.
Gino Romiti, né le 5 mai 1881 à Livourne, où il est mort le 19 septembre 1967, est un peintre italien.

## Biographie
Gino Romiti est né le 5 mai 1881 à Livourne. Il a étudié sous Guglielmo Micheli et Giovanni Fattori. Il peint principalement des paysages et des jardins. Ami de Amedeo Modigliani, ils entreprennent tous les deux de mettre au point une manière plus "fluide" de peindre.

## Œuvres
- Il ruscello, exposé à Milan[3]
- Armonia di suoni, exposé en 1903 à la Biennale de Venise[3]